# Лагідність
Ла́гідність — моральна якість та чеснота, чутливість у стосунках і доброта в поведінці, основана на любові, терпінні і милосерді. Лагідність протистоїть гніву. Лагідність більше, ніж просто стриманість, ввічливість і уміння володіти своїми емоціями. Лагідність виходить із глибини люблячого серця.

## Лагідність— християнська чеснота
Лагідність — один з десяти плодів Святого Духа. У Святому Письмі сказано, що Цар — Ісус Христос приходить у смиренності і лагідності. Закликаючи страждаючих прийти до Нього для розради, Ісус сказав про Себе, що Він лагідний і смиренний серцем. Серце лагідної людини відкрито для Слова Божого, для того, щоб Господь вчив її правді, навчав шляхам Божим. Лагідність має величезну силу творити добро, спонукувати людей до милосердя і прощення.

## Святі отці про лагідність
Святий Іван Золотоустий говорить: «Лагідність – ознака великої сили щоб бути лагідним, для цього потрібно мати благородну, мужню душу...Будемо наслідувати Христа, Його називали біснуватим і шаленим люди, які отримали від Нього благодіяння, і називали не раз і не двічі, але багато разів; однак Він не тільки не мстив їм, але не переставав їм благодіяти. За них Він душу поклав, клопотав перед Отцем. Перенесемо спокійною душею образи, пам’ятаючи, що лагідність робить нас послідовниками Бога. Господь силу свою показав, Він потряс землю, воскресив мертвих, день зробив вночі, але не покарав нікого … Коли ти піддасися тяжкому осуду, згадай лагідність Христову, і придбаєш брата чи сестру, в іншому випадку ніколи не припиниться ворожнеча».
Святий Іван Ліствичник говорить: «У лагідних серцях спочиває Бог, а бунтівна душа – осідок диявола». І преподобний Пімен Великий повчвє: «Злоба ніколи не знищить злоби, але якщо хто тобі зробив зло, ти йому зроби добро, і добро твоє переможе злобу».

## Біблія про лагідність
У Старому Завіті Бог сказав устами пророка: ось на кого Я спогляну: на смиренного та на розбитого духом і тремтячого над Моїм словом (Іс. 66:2). 

### Новий завіт
Блаженні лагідні, бо вони успадкують землю (Мт .5:5).  Ісус Христос каже: навчіться від Мене, бо Я лагідний і смиренний серцем і знайдете спокій душам вашим (Мт.11:29).   
У Посланні святого апостола Павла до Филип'ян 4, 4-9 сказано «Браття, радуйтеся завжди в Господі, і ще раз кажу, радуйтеся. Лагідність ваша нехай буде знана всім людям. Господь близько. Ні про що не журіться, але в усьому молитвою і молінням з благодаренням висказуйте ваші прохання до Бога. І мир Божий, що перевищає всякий ум, нехай збереже серця ваші і розуміння ваші у Христі Ісусі.» 
1 Тимофія 6:11: "Ти ж, чоловіче Божий, тікай від цього, досягай успіхів у правді, побожності, вiрi, любові, терпінні, лагідності." 
2 Тимофія 2:24-25: "А раб Господній не повинен сваритись, але бути привітним до всіх, навчальним, до лиха терплячим, що навчав би противників із лагідністю, чи Бог їм не дасть покаяння, щоб правду пізнати," 
Гал 5:22-23: "Плід же духа є: любов, радість, мир, довготерпіння, доброта, милосердя, віра, лагідність, стриманість. Hа таких нема закону." 
Еф 4:1-2: "Отже, я, в’язень ради Господа, благаю вас поводитися гідно звання, до якого ви покликанi, з усякою смиренномудрістю й лагідністю та довготерпінням, терплячи один одного з любов’ю," 
Колосян, 3:12 - "Отож, зодягніться, як Божі вибранці, святі та улюблені, у щире милосердя, добротливість, покору, лагідність, довготерпіння."
Тита, 3:1-2 - "Нагадуй їм, щоб слухали влади верховної та корилися їй, і до всякого доброго діла готові були, щоб не зневажали нікого, щоб були не сварливі, а тихі, виявляючи повну лагідність усім людям.